# Stay-behind
 (décembre 2020).
Améliorez-le ou discutez des points à vérifier. 
Les cellules stay-behind (en anglais, « restez derrière ») sont des réseaux clandestins coordonnés par l'OTAN pendant la guerre froide. Implantées dans seize pays d'Europe de l'Ouest, ces cellules visent à combattre une éventuelle occupation par le bloc de l'Est en se tenant prêtes à être activées en cas d'invasion par les forces du pacte de Varsovie. La plus célèbre de ces cellules et la première à avoir fait l'objet de révélations est le réseau italien Gladio (« Glaive » en italien).
Stay-behind fait aussi référence à une tactique militaire consistant à laisser des soldats spécialement entraînés se laisser dépasser par l'ennemi afin de conduire des opérations de renseignement, de surveillance, d'acquisition d'objectif et de reconnaissance, souvent à partir de caches pré-installées.

## Historique

### Mise en place
À la fin des années 1940, au début de la guerre froide, une invasion par l'Union soviétique de l'Europe de l'Ouest est une hypothèse plausible en cas de Troisième Guerre mondiale.
En février 1948, après le coup de Prague, la CIA entreprend de systématiser des préparatifs qui s'inscrivent dans un contexte de plus en plus brûlant. Le 18 juin, le Conseil de sécurité des États-Unis adopte la résolution NSC 10/2, chargeant l'Office of Special Projects d'établir un programme d'action clandestin. L’Office of Policy Coordination (en) (OPC) est créé par la résolution NSC 10/2 et devient le service action de la CIA jusqu'au regroupement des deux organisations en 1950.
En cas de succès d'une invasion, la CIA souhaite pouvoir compter sur le soulèvement de réseaux de résistance bien armés et bien organisés. Tirant les leçons de l’expérience de la Seconde Guerre mondiale, l’OPC ne veut pas avoir à armer ses partisans après une occupation en faisant appel aux techniques aléatoires du parachutage et d’infiltration d'agents en territoire ennemi. La décision est donc d'implanter dans les pays « menacés » des capacités de résistance et de sabotage, qui n’entreraient en œuvre qu’après une éventuelle invasion comme les unités auxiliaires fondés au Royaume-Uni devant la menace d'invasion allemande. Sous le contrôle de Frank Wisner, le directeur de l’OPC, l’opération rassemble quelques vétérans de la clandestinité ayant affronté les services de sécurité de l’Allemagne nazie.
Il est bientôt chargé par le département de la Défense des États-Unis d'établir un réseau stay-behind en Europe de l'Ouest et d'organiser des réseaux de résistance en Europe de l'Est.
On trouve ainsi durant les premières années des réseaux stand-behind, à côté d'agents de la CIA, des anciens du MI9 (chargé durant la 2e guerre mondiale des réseaux d'évasions) ou du Special Operations Executive, devenu la Special Operations Branch du MI6. En France, des Jedburgh, des SAS et des anciens du BCRA sont chargés de recruter et d'installer ces réseaux de résistance.
En juillet 1951, les activités du Comité clandestin de l'Union occidentale, chargé au début de la planification, sont transférées, sur l'initiative du général Eisenhower, au Coordination and Planning Committee (CPC) en « liaison directe et officielle » avec le Grand quartier général des puissances alliées en Europe, les rôles clés étant tenus par les services spéciaux américain et français.
En schématisant, le CPC et la CIA se répartissent les rôles ; le CPC gérant les réseaux dans les pays de l'Alliance atlantique et la CIA les organisant dans les pays neutres.
Les États adhérents au stay-behind arrivent en plusieurs vagues :
- les pays « précurseurs » (1944-1949), réellement menacés par l'expansion communiste, directement, comme la Grèce, l'Allemagne de l'Ouest et l'Autriche, ou indirectement comme la France, le Royaume-Uni, l'Italie, la Norvège, la Belgique et les Pays-Bas ;
- les pays qui rejoignent le réseau après la répression des émeutes de 1953 en Allemagne de l'Est et l'insurrection de Budapest (1953-1956), comme la Suède, la Finlande, la Turquie, le Luxembourg et le Danemark ;
- les pays atypiques, sont l'Espagne, le Portugal et la Suisse.

En 1990, le CPC, devenu depuis le Comité de coordination allié (CCA), se réunit encore régulièrement.
Le contexte théorique de leur éventuelle activation est toujours le même : si un des pays concernés est envahi par l'Armée soviétique, son gouvernement légitime se réfugie au Royaume-Uni, en Amérique du Nord ou en Irlande, et le réseau stay-behind, devenu immédiatement opérationnel, passe à l'action en étroite coordination, grâce à ses propres moyens de télécommunications, avec celui-ci.
Sa principale activité consistait à repérer et à sélectionner, durant les périodes de service militaire, les appelés jugés assez mûrs et de confiance pour pouvoir appartenir au réseau. Une fois co-optés, ceux-ci sont assez régulièrement convoqués pour des périodes d'exercice d'une durée approximative d'une semaine. En théorie, l'appartenance à ces réseaux est incompatible, sauf pour l'encadrement, avec une fonction dans les services de sécurité officiels.
Dans une note documentée au plus près des sources britanniques et américaines déclassifiées, l'historien français Gérald Arboit montre que la mise en place de ces structures clandestines résulte de retours d'expérience des pays qui ont vécu l'occupation allemande et organisé des réseaux de résistance, en plus de la volonté du Royaume-Uni de conserver un droit de regard sur ces opérations européennes. Avec le soutien de la France, son allié de toujours, avant de le délaisser au profit des États-Unis au début des années 1950, elle met en place une coordination clandestine qui existera jusqu'en 1990. Elle est chargée de piloter la mise en place des réseaux dans les différents pays de l'Union de l'Europe occidentale. Elle sera concurrente de la politique américaine, surtout en Italie.
La révélation publique de l'existence de ces réseaux par le premier ministre italien Giulio Andreotti en octobre 1990 fait naître une énorme campagne de presse, alimentée en partie par la réaction de repli des autorités concernées. Des spéculations confinant parfois à la théorie du complot attribuent également à ces organisations la paternité de nombres d'activités criminelles à connotation politique bien que la réalité soit plus prosaïque.
En 2008, des enquêtes parlementaires sont déclenchés en Suisse, Italie, Belgique, Pays-Bas, Autriche et Luxembourg.

## Les réseaux dans différents pays

### En Allemagne de l’Ouest
À partir de 1972, le 13e régiment de dragons parachutistes, régiment français basé en Lorraine à Dieuze, se voit attribuer une mission de Stay-behind.

### En Belgique
En Belgique, deux réseaux existent dès janvier 1949. Le premier dépend de la Sûreté de l'État, service de renseignement civil, et est encadré par la section Training et Communication (STC/MOB) et chargé des réseaux de communications entre la Belgique et ses alliés. Le deuxième dépend de la section SDRA 8 du service de renseignement militaire belge et se charge de l’organisation de l'action militaire.
Un troisième réseau est, entre 1953 et l'indépendance du Congo belge, chargé de favoriser l’exfiltration du gouvernement belge vers cette colonie en cas d'invasion.
Les groupes dépendant des premiers réseaux resteront actifs jusqu’à la fin des années 1980. La loi du 18 juillet 1991 soumet les services de renseignement au Comité permanent de contrôle des services de renseignement (ou « Comité R »). La même loi institue également le Comité permanent de contrôle des services de police (« Comité P »). L’Administration de la sûreté de l’État, service de renseignement civil qui dépend du ministre de la Justice, et le Service général du renseignement et de la sécurité (SGRS), service de renseignement militaire qui dépend de l’état-major des forces armées, lui-même placé sous l'autorité du ministre de la Défense, sont les deux services belges désormais régis par la loi du 30 novembre 1998, qui organise les services de renseignement et définit leurs missions et leurs compétences.

### En France
Le réseau porte différents noms en France : « Arc-en-ciel », « Rose des vents » ou « Mission 48 ». S'il est à l'origine créé par l'OTAN, il est dissout au début des années 1980 par le fondateur de la Direction générale de la Sécurité extérieure, Pierre Marion. Un nouveau réseau stay-behind, cette fois-ci exclusivement français et géré par la DGSE, est mis en place.

### En Grèce
Le réseau Lochos Oreinon Katadromon (LOK), créé en Grèce en fin 1944 sur ordre de Winston Churchill, est intégré à l’ensemble des stay-behind européens lorsque la Grèce rejoint l'OTAN en 1952. Il est impliqué[Comment ?] dans le coup d’état de 1967, un mois avant l'élection probable de Georges Papandreou et dans l’instauration de la dictature des colonels (1969-1974). Devenu premier ministre dans les années 1980, son fils, Andreas Papandreou, déclare avoir découvert son existence en 1984 et demandé sa dissolution. Toutefois, lorsqu’en 1990, l’opposition socialiste demande la création d’une commission d'enquête sur les liens avec le coup d’État de 1967, elle est refusée, le ministre de l’intérieur, Yannis Vassiliadis, déclarant qu’il s’agissait d'un « acte nationalement justifié » ,,.

### En Italie
Le réseau Gladio italien, dont l'existence est révélée publiquement en 1990 par le premier ministre Giulio Andreotti, est devenu un synonyme courant pour désigner l'ensemble des organisations stay-behind. Plusieurs affaires et scandales politiques des années de plomb y sont rattachés.

### Aux Pays-Bas
Aux Pays-Bas, le réseau stay-behind, dirigé au début par l'ancien chef du service de renseignement à Londres durant la Seconde Guerre mondiale, entretient des stocks d'armes jusqu’en 1983 qui sont disséminés dans tout le pays.[réf. nécessaire]
L’un des dirigeants de la section Opérations créa une structure de documentation dans les années 1960 qui fut repérée par le KGB, qui en fit une cible prioritaire. Il est fort probable que le réseau aurait été anéanti lors d'un conflit du fait de sa petitesse, ce qui aurait peut-être menacé les autres structures nationales avec lesquelles il était lié,.

### En Suisse
La Suisse, bien qu'elle soit un pays neutre, qui ne pouvait donc participer à un organisme lié à l'OTAN, a été, selon l'agent secret belge André Moyen, l'un des premiers pays à participer au projet stay-behind, sans doute à la demande de la France.
En 1979, l'arrestation en Autriche d'un espion suisse, qui observait des manœuvres militaires, a révélé l'existence d'une organisation secrète sous les ordres du colonel Bachmann. Elle associait les services secrets militaires et une officine privée en relation avec des services comme le MI6 britannique et l'OTAN. Son but était de mettre en place un réseau destiné à résister en cas d'invasion par les forces communistes. C'était la première révélation d'un dispositif stay-behind. Le scandale a éclaté, et le colonel Bachmann a démissionné. Une nouvelle organisation secrète a pris la relève. Richard Ochsner, sous-chef d'état-major du Groupe renseignements et sécurité (GRS), a créé l'organisation de résistance P-26 et le service de renseignement extraordinaire P-27 entre 1977 et 1981.
Une commission d'enquête parlementaire a été créée lors de la révélation de l’existence de ce réseau. Le juge Pierre Cornu était chargé d'enquêter sur les relations entre la P-26 et les organisations stay-behind de l'OTAN en Europe de l'Ouest. Dans son rapport du 19 septembre 1991, il a conclu à des liens bilatéraux entre la P-26 et les services secrets britanniques qui étaient à la tête des réseaux européens
En 2019, les allégations portant sur les membres du réseau P-26 ont été battues en brèche, de nombreuses conclusions tirées au début des années 1990 se révélant ne pas correspondre à la vérité historique. D'après l'historien allemand Titus Meier (de), parler d'armée secrète relève de la "fabulation".

### Notices de dictionnaires
- Olivier Brun, « Stay behind », dans Dictionnaire du renseignement, Perrin, 22 mars 2018, 736–738 p. (ISBN 978-2-262-08657-2, DOI 10.3917/perri.mouto.2018.01.0736, lire en ligne)

### Études
- (it) Emanuele Bettini, Gladio. La republica parallela, Ediesse, Milan, 1996
- (en) William Blum, Killing Hope. US military and CIA interventions since World War II, Common Courage press, Maine, 1995
- (fr) Jean-François Brozzu-Gentille, L'Affaire Gladio, Albin Michel, 1994,  (ISBN 2-2260-6919-4)
- (sv) Ronald Bye et Finn Sjue, Norges Hemmelige Haer – Historien om Stay Behind, Tiden Norsk Verlag, Oslo, 1995
- (nl) Hugo Gijsels, Network Gladio, Utgeverij Kritak, Louvain, 1991
- (de) Leo Müller, Gladio. Das Erbe des Kalten Krieges. Der NATO Geheimbund und sein deutscher Vorläufer, Rowohlt, Hambourg, 1991
- (fr) Jan de Willems, Gladio, EPO, Bruxelles, 1991
- (en) Charles Cogan, « “Stay-Behind” in France : Much Ado About Nothing? », The Journal of Strategic Studies, vol. 30, no 6,‎ décembre 2007, p. 937-954
- (en) Tamir Sinai, « Eyes on target: ‘Stay-behind’ forces during the Cold War », War in History, vol. 28, no 3,‎ 2000, p. 681–700 (DOI 10.1177/0968344520914345 )

### Documents officiels
- Enquête parlementaire sur l'existence en Belgique d'un réseau de renseignement clandestin international, rapport fait au nom de la Commission d'enquête par MM. Erdman et Hasquin, Sénat de Belgique, 1990-1991 (référence : 1117-4)

### Témoignages
- Michel Van Ussel, Georges 923 : un agent du gladio belge parle : témoignage, Bruxelles, La longue vue, 1991, 169 p.